# Garges-lès-Gonesse
Garges-lès-Gonesse és un municipi francès, situat al departament de Val-d'Oise i a la regió d'Illa de França. L'any 2004 tenia 39.400 habitants.
Forma part del cantó de Garges-lès-Gonesse, del districte de Sarcelles i de la Comunitat d'aglomeració Roissy Pays de France.